# Martine Labouchere

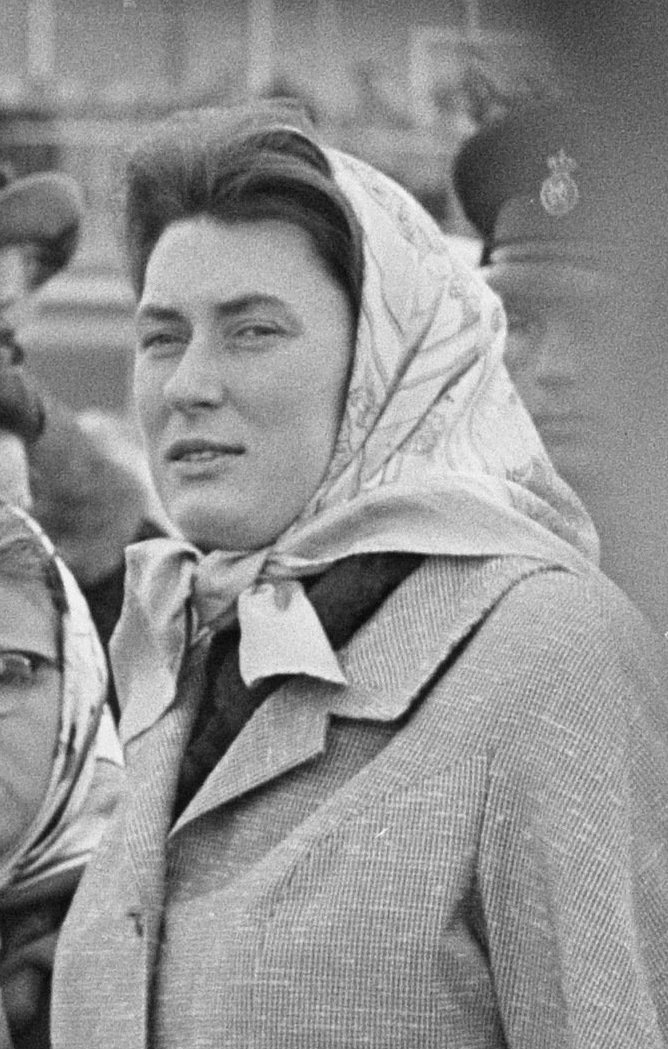
Martine Labouchere in 1964

Mr. Martine Louise Amélie Labouchere (Utrecht, 17 september 1936) was grootmeesteres onder koningin Beatrix der Nederlanden en diende ook onder Willem-Alexander der Nederlanden tot 1 september 2014. Zij werd opgevolgd door Bibi van Zuylen van Nijevelt-den Beer Poortugael.

## Biografie
Labouchere werd geboren als lid van het patriciaats- en bankiersgeslacht Labouchere en dochter van mr. Pierre César Guillaume Labouchere (1909-1972) en diens eerste echtgenote drs. Charlotte Henriette Leopold (1908-1989). Ze is een kleindochter van Alfred Labouchere. Ze studeerde rechten te Leiden, gelijk met prinses Beatrix. In 1973 trouwde zij met voormalig Eerste Kamerlid Daniël Appolonius Delprat (1890-1988) en in 1991 als weduwe met prof. jhr. dr. Maurits van Loon (1923-2006). Ze heeft nog een halfzus uit het tweede huwelijk van haar moeder: Sonia barones van Lynden-Rutgers van Rozenburg die met haar man Kasteel Keppel bewoont. Ook had ze een halfbroer uit dit huwelijk: jhr David Louis Leonard Rutgers van Rozenburg, die in 1965 overleed tijdens de roetkapaffaire. Daarnaast had ze twee halfbroers uit het tweede huwelijk van haar vader.
Labouchere was ambtenaar bij het Ministerie van Buitenlandse Zaken. Vanaf 1983 was zij hofdame totdat zij in 1984 grootmeesteres van de koningin werd, als opvolgster van Katy Telders (1921-2011) die sinds 1980 grootmeesteres was. Zij was ook grootmeesteres bij de inhuldiging van Willem-Alexander; voor die gelegenheid liet zij een japon ontwerpen door Frans Molenaar van door haarzelf aangekochte jacquard zijde en waarmee zij in 2014 door Erwin Olaf werd geportretteerd.
Ter gelegenheid van haar afscheid werd haar door de Koning op 5 november 2014 het Groot Erekruis van de Huisorde van Oranje bij bevordering verleend; de bijbehorende versierselen werden haar uitgereikt tijdens haar afscheidsreceptie op 13 november 2014 op het Paleis op de Dam.